# 教育行政
教育行政（きょういくぎょうせい）とは、国または地方公共団体が、立法機関によって成文化された教育政策、すなわち教育に関する法令を実現化する作用又は行為のことをいう。具体的には、国家の体制及び教育への関与の方法によって異なる。

## 日本における教育行政
旧教育基本法第10条では、教育行政について「教育は、不当な支配に服することなく、国民全体に対し直接に責任を負って行われるべきものである（第1項）。教育行政は、この自覚のもとに、教育を遂行するに必要な諸条件の整備確立を目標として行われなければならない（第2項）。」と規定している。
第1項の教育についての規定は、教員の身分保障と考えられる。
第二次大戦後の日本における教育行政は、教育行政の民主化、地方分権化、一般行政との機能的分離を目指して組織され、運営されてきた。中央教育行政においては、文部科学省が直接教育行政を担当する機関とするが、内閣も教育行政に寄与する。地方教育行政では、地方公共団体の長にも、一定の権限（大学・短期大学・高等専門学校・専門学校・各種学校の設置運営や高等学校以下の私立学校の認可等）を付与されているが、主たる機関は教育委員会である。
教育行政機関は、教育政策を実現するための基準の設定、教育施設等の設置、維持、管理及び教育・学術・文化活動等の機能を果たすことによって、教育に関する諸条件の整備を行なうこととされている。